# David Havíř
David Havíř (* 18. dubna 1975, Brno) je český hokejový trenér a bývalý obránce. Většinu kariéry strávil v Pardubicích a ve Znojmě. Mezi jeho další působiště patří Brno, Viry–Châtillon, Chomutov, Liberec a Plzeň. Hráčskou kariéru zakončil v Technice Brno. V současnosti působí jako asistent trenéra v pardubickém Dynamu.
Havíř během hráčské kariéry získal čtyři zlaté medaile za vítězství v ELH. Tři s Pardubicemi a jednu s Plzní.

## Hráčská kariéra
- 1992/1993 HC Brno (1. liga)
- 1993/1994 TJ Meochema Přerov, HC Kralovopolska Brno (1. liga)
- 1994/1995 SHK Hodonín (1. liga)
- 1995/1996 HC Kometa Brno (E)
- 1996/1997 HC Kometa Brno (1. liga)
- 1997/1998 Viry–Châtillon EH
- 1998/1999 HC Excalibur Znojemští Orli (1. liga)
- 1999/2000 HC Excalibur Znojemští Orli (E)
- 2000/2001 HC Excalibur Znojemští Orli (E)
- 2001/2002 HC Znojemští Orli (E)
- 2002/2003 HC Znojemští Orli (E)
- 2003/2004 HC Znojemští Orli (E)
- 2004/2005 HC Moeller Pardubice (E)
- 2005/2006 HC Moeller Pardubice (E)
- 2006/2007 HC Moeller Pardubice (E)
- 2007/2008 HC Moeller Pardubice (E)
- 2008/2009 HC Moeller Pardubice (E)
- 2009/2010 HC Eaton Pardubice (E)
- 2010/2011 HC Energie Karlovy Vary (E), KLH Chomutov (1. liga)
- 2011/2012 HC ČSOB Pojišťovna Pardubice (E)
- 2012/2013 Bílí Tygři Liberec (E), HC Škoda Plzeň (E)
- 2013/2014 VSK Technika Brno (2. liga)
- 2014/2015 VSK Technika Brno (2. liga)
- 2015/2016 VSK Technika Brno (2. liga)